# Монтиниевые
Монтиниевые (лат. Montiniaceae) — семейство цветковых растений порядка Паслёноцветные (лат. Solanales). Содержит 3 рода и 5 видов.

## Ареал
Представители семейства обнаружены только в Африке и на Мадагаскаре. Род гревея (лат. Grevea) имеет наиболее широкое распространение, монтиния (лат. Montinia) обитает лишь в Южной Африке, а калифора (лат. Kaliphora) — исключительно на Мадагаскаре.

## Ботаническое описание

### Вегетативные органы
Кустарники, деревья и лианы высотой до 5 м. Если вы потрёте в руках части растения, вы ощутите характерный перечный аромат. От узлов отходят пучки волосков. Очерёдные или, реже, супротивные листья простые, цельнокрайные, без прилистников.

### Генеративные органы
Двудомные растения. Женские цветки одиночные, расположены на верхушках побегов, а мужские цветки собраны в верхушечные или пазушные соцветия. Цветки мелкие, радиальносимметричные, однополые. Лепестки свободные. Мужские цветки 3-, 4- или, редко, 5-членные. Свободные фертильные тычинки в количестве 3-5 располагаются в них простым кругом, с пыльниками, фиксированными у оснований и свешивающимися наружу. Пыльцевые зёрна относительно крупные. Кроме того, в мужских цветках присутствуют маленькие редуцированные семязачатки. Женские цветки 4- или 5-членные. Два плодолистика сливаются, образуя общую нижнюю завязь. Столбик крепкий и короткий, с хорошо различимыми рубцами. 
Плод — невскрывающаяся коробочка, семена крылатые.

### Генетика
Хорошо известно число хромосом в наборе у Grevea eggelingii 2n = 24, а также у Montinia n = 34. Иридоиды у этого рода также были определены как фитохимические.

### Таксономия
Род калифора стали относить к монтиниевым лишь в новейших системах, таких как APG II и APG III, а в более старых системах, например, системе Тахтаджяна, он выделяется в отдельное семейство Калифоровые (лат. Kaliphoraceae). В базе данных The Plant List род калифора отнесли к семейству Кизиловые (Cornaceae).
По информации базы данных The Plant List (на июль 2016) семейство включает 2 рода и 4 вида: 
- Grevea Baill. — Гревея
  - Grevea bosseri Letouzey
  - Grevea eggelingii Milne-Redh.
  - Grevea madagascariensis Baill.
- Montinia Thunb. — Монтинияtypus
  - Montinia caryophyllacea Thunb.